# Augment de dades
L'augment de dades és una tècnica estadística que permet l'estimació de màxima probabilitat a partir de dades incompletes. L'augment de dades té aplicacions importants en l'anàlisi bayesiana, i la tècnica s'utilitza àmpliament en l'aprenentatge automàtic per reduir el sobreajustament en l'entrenament de models d'aprenentatge automàtic, aconseguit entrenant models en diverses còpies lleugerament modificades de dades existents.

## Tècniques de sobremostreig sintètic per a l'aprenentatge automàtic tradicional
La tècnica de sobremostreig sintètic de minories (SMOTE) és un mètode utilitzat per abordar conjunts de dades desequilibrats en l'aprenentatge automàtic. En aquests conjunts de dades, el nombre de mostres en diferents classes varia significativament, cosa que porta a un rendiment del model esbiaixat. Per exemple, en un conjunt de dades de diagnòstic mèdic amb 90 mostres que representen individus sans i només 10 mostres que representen individus amb una malaltia concreta, els algoritmes tradicionals poden tenir dificultats per classificar amb precisió la classe minoritària. SMOTE reequilibra el conjunt de dades generant mostres sintètiques per a la classe minoritària. Per exemple, si hi ha 100 mostres a la classe majoritària i 10 a la classe minoritària, SMOTE pot crear mostres sintètiques seleccionant aleatòriament una mostra de classe minoritària i els seus veïns més propers, i després generant noves mostres al llarg dels segments de línia que uneixen aquests veïns. Aquest procés ajuda a augmentar la representació de la classe minoritària, millorant el rendiment del model.

## Augment de dades per a la classificació d'imatges
Quan les xarxes neuronals convolucionals van créixer a mitjans de la dècada de 1990, hi va haver una manca de dades per utilitzar, sobretot tenint en compte que una part del conjunt de dades general s'hauria de reservar per a proves posteriors. Es va proposar pertorbar les dades existents amb transformacions afins per crear nous exemples amb les mateixes etiquetes, que es van complementar amb les anomenades distorsions elàstiques el 2003, i la tècnica es va utilitzar àmpliament a partir de la dècada de 2010. L'augment de dades pot millorar el rendiment de la CNN i actua com a contramesura contra els atacs de perfilació de la CNN.
L'augment de dades s'ha convertit en fonamental en la classificació d'imatges, enriquint la diversitat del conjunt de dades d'entrenament per millorar la generalització i el rendiment del model. L'evolució d'aquesta pràctica ha introduït un ampli espectre de tècniques, incloent-hi transformacions geomètriques, ajustos de l'espai de color i injecció de soroll.

### Transformacions geomètriques
Les transformacions geomètriques alteren les propietats espacials de les imatges per simular diferents perspectives, orientacions i escales. Les tècniques habituals inclouen:
- Rotació: Rotar imatges en un grau especificat per ajudar els models a reconèixer objectes des de diversos angles.
- Invertir: Reflectir imatges horitzontalment o verticalment per introduir variabilitat en l'orientació.
- Retallar: Eliminar seccions de la imatge per centrar-se en característiques particulars o simular vistes més properes.
- Traducció: Desplaçar imatges en diferents direccions per ensenyar la invariància posicional dels models.
- Morphing dins de la mateixa classe: generar noves mostres aplicant tècniques de morphing entre dues imatges que pertanyen a la mateixa classe, augmentant així la diversitat intraclasse.[10]

### Transformacions de l'espai de color
Les transformacions de l'espai de color modifiquen les propietats del color de les imatges, abordant les variacions en la il·luminació, la saturació del color i el contrast. Les tècniques inclouen:
- Ajust de la brillantor: Variació de la brillantor de la imatge per simular diferents condicions d'il·luminació.
- Ajust de contrast: Canviar el contrast per ajudar els models a reconèixer objectes amb diversos nivells de claredat.
- Ajust de saturació: alteració de la saturació per preparar models per a imatges amb diverses intensitats de color.
- Variació del color: Ajust aleatori de la brillantor, el contrast, la saturació i el to per introduir variabilitat de color.

### Injecció de soroll
Injectar soroll a les imatges simula imperfeccions del món real, ensenyant als models a ignorar les variacions irrellevants. Les tècniques inclouen:
- Soroll gaussià: Afegir soroll gaussià imita el soroll o la granulositat del sensor.
- Soroll de sal i pebre: la introducció de píxels blancs o negres a l'atzar simula la pols del sensor o els píxels morts.

## Augment de dades per al processament de senyals
El bootstrap residual o de blocs es pot utilitzar per a l'augment de sèries temporals.

### Senyals biològics
L'augment sintètic de dades és de suma importància per a la classificació de l'aprenentatge automàtic, especialment per a les dades biològiques, que tendeixen a ser d'alta dimensionalitat i escasses. Les aplicacions del control i l'augment robòtics en subjectes discapacitats i sense discapacitat encara es basen principalment en anàlisis específiques del subjecte. L'escassetat de dades és notable en problemes de processament de senyals, com ara els senyals d'electromiografia de la malaltia de Parkinson, que són difícils d'obtenir: Zanini i altres van assenyalar que és possible utilitzar una xarxa antagònica generativa (en particular, una DCGAN) per realitzar una transferència d'estil per tal de generar senyals electromiogràfics sintètics que corresponguin als que presenten els pacients amb la malaltia de Parkinson.
Els enfocaments també són importants en electroencefalografia (ones cerebrals). Wang i altres van explorar la idea d'utilitzar xarxes neuronals convolucionals profundes per al reconeixement d'emocions basat en EEG, els resultats mostren que el reconeixement d'emocions millorava quan s'utilitzava l'augment de dades.
Un enfocament comú és generar senyals sintètics reorganitzant components de dades reals. Lotte va proposar un mètode de "Generació d'assajos artificials basat en l'analogia" on tres exemples de dades {\displaystyle x_{1},x_{2},x_{3}} proporcionar exemples i una visió artificial {\displaystyle x_{synthetic}} es forma que és per {\displaystyle x_{3}} què {\displaystyle x_{2}} és a {\displaystyle x_{1}} S'aplica una transformació a {\displaystyle x_{1}} per fer-ho més semblant a {\displaystyle x_{2}}, la mateixa transformació s'aplica a {\displaystyle x_{3}} que genera {\displaystyle x_{synthetic}} Es va demostrar que aquest mètode millorava el rendiment d'un classificador d'anàlisi discriminant lineal en tres conjunts de dades diferents.
La recerca actual demostra que es pot obtenir un gran impacte a partir de tècniques relativament simples. Per exemple, Freer va observar que la introducció de soroll a les dades recollides per formar punts de dades addicionals millorava la capacitat d'aprenentatge de diversos models que, d'altra banda, tenien un rendiment relativament deficient. Tsinganos et al. van estudiar els enfocaments de deformació de magnitud, descomposició d'ondetes i models EMG de superfície sintètica (enfocaments generatius) per al reconeixement de gestos amb les mans, i van trobar augments del rendiment de la classificació de fins a un +16% quan s'introduïen dades augmentades durant l'entrenament. Més recentment, els estudis d'augment de dades han començat a centrar-se en el camp de l'aprenentatge profund, més concretament en la capacitat dels models generatius per crear dades artificials que després s'introdueixen durant el procés d'entrenament del model de classificació. El 2018, Luo et al. van observar que les dades útils del senyal EEG podien ser generades per Xarxes Adversarials Generatives de Wasserstein Condicionals (GAN) que després s'introduïen al conjunt d'entrenament en un marc d'aprenentatge clàssic de proves d'entrenament. Els autors van trobar que el rendiment de la classificació millorava quan s'introduïen aquestes tècniques.

### Senyals mecànics
La predicció de senyals mecànics basada en l'augment de dades aporta una nova generació d'innovacions tecnològiques, com ara el nou despatx d'energia, el camp de la comunicació 5G i l'enginyeria de control de la robòtica. El 2022, Yang et al. van integrar restriccions, optimització i control en un marc de xarxa profund basat en l'augment de dades i la poda de dades amb correlació de dades espaciotemporal, i van millorar la interpretabilitat, la seguretat i la controlabilitat de l'aprenentatge profund en projectes industrials reals mitjançant equacions de programació matemàtica explícites i solucions analítiques.